# 地海
地海（英語：Earthsea）是美國作家娥蘇拉·勒瑰恩所創作的一個架空世界，最早見於1964年的短篇小說 「The Word of Unbinding」 ，而後由於1968年出版的《地海巫師》、和後續多部以此為背景的奇幻小說而廣為人知。此系列小說合稱為《地海傳說》（英語：Earthsea Cycle）。
此系列對於宮崎駿的作品產生很大的影響；吉卜力工作室於2006年改編為動畫電影《地海戰記》。

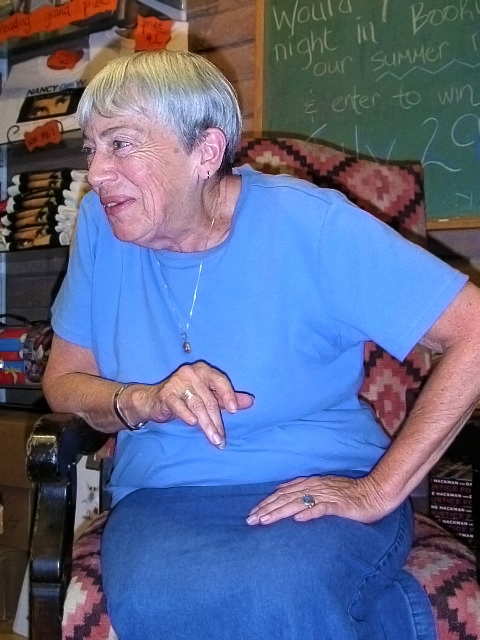
著名美國作家娥蘇拉·勒瑰恩。

## 地理
地海的已知世界由海洋與數百個大小島嶼所組成。若以尺度較小的地球為對照，地海的眾多島嶼分布在北半球，北至極區邊緣、南抵赤道，距離約兩千英里，東西寬幅亦相當於此，其外圍繞著廣大無涯的開闊海（Open Sea）。故事中並未明白提及在開闊海外是否還有其他陸地，但曾暗示在「比西方更西」之處有龍族居住的土地。
故事中，「群島」（Archipelago）一詞通常指的不是所有島嶼，而是環繞內極海（Inmost Sea）的核心區域，包括了最大島嶼黑弗諾、巫師之島柔克、有光輝歷史的英拉德。外圍的島嶼則粗略劃分為東南西北四個陲區（Reaches），在東北側有四個大型島嶼特別被稱為卡耳格大陸（Kargad Lands）。群島及陲區的居民大部分是黑棕膚色，而卡耳格人膚色較淺。

## 歷史

### 史前傳說
群島區普遍傳誦的古老歌謠「伊亞創世歌」據信記述著世界開創的過程：兮果乙（Segoy）以創生語說出眾島嶼之名，於是島嶼從大海中陸續浮起，第一座島嶼便是伊亞。
在卡耳格和帕恩的傳說中，遠古時期人與龍本為同族，皆能說創生語。後來選擇定居、保有財產、從事創作的成為人類，選擇自由與飛翔的成為龍（飛翔並非為表面上的飛翔；亦指乘馭「世界之風」，在非物質界生活）。人與龍之間發生爭戰，並將龍驅趕至西陲之外，此重大改變稱為夫爾都南（Verdurnan），意為「分裂」。日後大部分人類遺忘創生語，僅有少部份巫師保留此古老能力。

### 英拉德時代
地海群島王國的王家家系發源於英拉德島。早期的王及女王的事蹟似乎多屬虛構，傳聞他們略通太古語與魔法，有時亦向巫師尋求諮詢或協助，但那個時代的魔法尚屬飄忽不定的力量，難以依靠。
在英拉德諸王之中，以莫瑞德最為人所知。莫瑞德（Morred）也被稱作少王、白法師、法師王，是首位魔法高強的王，他與葉芙阮（Elfarran）的故事在是群島王國家喻戶曉的愛情故事。相傳年輕的王於南下黑弗諾島的返航途中經過索利亞島，與人稱「索利亞女士」的葉芙阮相識，莫瑞德以家傳的珍寶──刻有和平符文的銀臂環相贈，許下婚盟。後世詩篇將兩人統治的年歲描述短暫的黃金時代。
在兩人成婚前，曾有一名巫師也追求葉芙阮，其名未曾流傳，僅以「莫瑞德之敵」稱之。此人決心奪取葉芙阮，其法力強大能操控潮汐，聲音能迷惑眾人心智，唆使人民群起反叛。莫瑞德與之幾經苦戰，最後兩人雙雙殞命。敵人死前掀起滔天巨浪襲擊索利亞島，葉芙阮已知愛人身亡，靜待島上任浪潮吞沒，但她的柳木搖籃則安然飄離，將兩人之子瑟利耳、以及刻有和平符文的環送至安全之地。
群島王國廣為使用的紀年法，以莫瑞德繼位年訂為第一年。

### 黑弗諾時代
莫瑞德死後一百五十年，王室宮廷由英拉德遷往黑弗諾。此地接近地海中心，貿易更為便利，並且宜於派遣艦隊保護赫族諸島。黑弗諾眾王統治的年代富庶強盛，但在最後百年，來自東方卡耳格和西方龍族的攻擊日趨頻繁激烈，王及各島的貴族、島長逐漸依賴巫師以擊退外敵。此時期魔法蓬勃發展，自莫瑞德以來，巫師聚集宮廷擔任顧問或要職，共謀王國福祉，並議定施行魔法的道德準則。巫師的名字和事蹟開始蓋過王治紀錄。
黑弗諾最後一位王是馬哈仁安（Maharion），而他的法師顧問暨摯友厄瑞亞拜（Erreth-Akbe）是群島王國最受傳頌的英雄。厄瑞亞拜是平民之子，幼時便展現過人的魔法天賦，被送往宮廷接受訓練，與馬哈仁安一同長大。馬哈仁安即位時，卡耳格人的劫掠已經變為殖民侵略，佔領東陲部份赫族島嶼，並派遣龐大艦隊進攻東部大島威島。厄瑞亞拜利用虛里絲噴泉的太古力引發洪流，將入侵軍隊衝回海岸，而馬哈仁安的軍隊就在岸邊等待。據說「千艘船艦」沒有一艘船返回卡耳格。
厄瑞亞拜的下一個挑戰是個名叫「火爺」（Firelord）的法師（可能是化身為人形的龍），法力強到能讓白晝延長五個小時。他迎戰厄瑞亞拜時變身為龍，縱火燒毀伊里亞的森林與城市，終究戰敗。其死後不久，巨龍歐姆（Orm）便率領群龍騷擾西方諸島，或許是在為火爺復仇。這些飛航的火光驚嚇人民，數百艘船從西方逃往內海諸島，但馬哈仁安判斷龍族的危害不及卡耳格人，便親率軍隊前往西方出戰龍族，而派遣厄瑞亞拜前往卡耳格大陸，以群島王國的珍寶──和平符文之環為禮，試圖締結和平。
卡耳格的索瑞格王自從艦隊遭受慘烈損失後，已有意與赫族群島王國講和，因此殷勤招待厄瑞亞拜。但雙神高等祭司殷特辛反對和談，將厄瑞亞拜誘騙至大地太古力會抵銷其力量之處，加以囚禁。和平符文之環碎成兩半，殷特辛取走其中半片，封入峨團陵墓深處。後來索瑞格王之女將厄瑞亞拜救出，恢復他的力量。他在返回群島王國前將剩下的半片環送給她，日後這半碎環在她的後代間傳承逾五百年，直到格得重合和平符文為止。
在厄瑞亞拜身陷囹圄的數年間，龍族的掠奪行為加劇，馬哈仁安能動用的巫師和士兵盡出抵抗，但沒多大用處。大量西土難民湧入內環諸島，海上航線因龍族放火燒船而支離破碎，黑弗諾以西的村莊城鎮大都被夷為平地。正當厄瑞亞拜駕船返回時，巨龍歐姆飛到黑弗諾城，以火焰威脅王宮。他立刻變為龍形飛往空中迎擊，雙方激戰許久，一路北行，直來到太古島伊亞。在這兮果乙第一個從海中抬起的神聖島嶼上，雙方停戰對談，同意結束兩族的敵對狀態。
但不巧此間王室巫師乘船前往西陲龍居諸嶼，獵殺許多雛龍與龍卵。聽聞此事的歐姆龍大怒，再次直撲黑弗諾，傷勢尚未康復的厄瑞亞拜也再次迎戰。雙方一路追逐，飛遍地海諸多島嶼，終於在西陲最遠的偕勒多互鬥而亡。
馬哈仁安也於數年後身故，幾名繼承人搶奪王位，鬥爭摧毀中央統治系統。群島王國從此進入黑暗年代，時值群島曆四五二年。

### 黑暗年代
群島王國各地崛起了許多土霸與領主，但始終沒有人能夠安坐於黑弗諾的王座之上，以致讓王位一直懸空。
在這個年代，巫師忘記了巫師之義，將技藝出售予出價最高的競標者，經常互相以法力爭鬥，無視自己所犯下的惡行，導致天災也發生得愈見頻繁，施行術法日漸危險。故此，巫師常投靠一些有勢力的領主，好保護自己免受威脅。此時，也是柔克成立的年代。
柔克，一個仍記得往日王治時代的地方，結手之女居住於此，一直等待。相傳彌卓在此建立了柔克學院，學習了解自己的力量，教導別人術法，互相學習，了解形意。一直到第一任大法師之前，柔克書院是男女並存的，直到第一任舉世諸嶼大法師出現，自稱代替王管治地海之後，才變成新王黎白南之前的面貌。

### 新王黎白南
群島王國的王位於黑弗諾島空懸數百年之後，終於由新王黎白南（Lebannen）終結並開啟另一輝煌時代；「黎白南」是太古語裡「山梨樹」的意思，也是新王的真名。而他的通名則是亞刃（Arren），在他的家鄉是「劍」的意思。
在《地海彼岸》中，根據馬哈仁安的預言，「將繼承吾之御座者，乃跨越暗土仍存活，且舟行至當世諸多遠岸者。 」（原文：...walked across the dark land living... And came to the far shores of the day.）當時，由於地海世界法藝失衡、亂事頻生，巫師忘記巫藝，甚至古老的龍也忘記如何說話，於是亞刃王子遂跟隨時為地海大法師的格得一同前往地海邊疆調查。歷經種種艱險，他們發現動亂源頭乃是法師喀布（Cob）濫用法藝的行為：妄求永生的蜘蛛法師喀布，開啟了通往旱域的大門，並不斷引誘人們接受他的意志，從而導致所有的現象。最後，在上古巨龍歐姆安霸（Orm Embar）犧牲性命與喀布的肉身同歸於盡，以及格得耗盡全身法力關閉旱域裂縫之下，喀布終被擊敗。在冒險途中，亞刃曾對格得懷疑甚至起過殺機，然而隨著情節發展，亞刃逐漸成長，更在最後面對喀布時勇敢協助格得支撐下去。兩人後來由至壽龍凱拉辛載回柔克學院，而亞刃也在眾人推舉之下回到黑弗諾島，登上王位，成為終結地海動亂的新王。
登上王位後的亞刃，以真名「黎白南」示人。黎白南王曾在《地海孤雛》中搭救被無賴追趕的恬娜（Tenar）與瑟魯（即恬哈弩，Tehanu），也在《地海奇風》中出現，結合眾人力量，共同讓地海分裂的東西兩邊恢復一致與真正的和平。

## 作品列表

### 短篇故事
- "The Word of Unbinding（英语：The Word of Unbinding）"（1964年）
- "The Rule of Names（英语：The Rule of Names）"（1964年）

以上兩篇收錄於 The Wind's Twelve Quarters（1975年）
- 〈蜻蜓〉（"Dragonflay"，1997年）
- 〈黑玫瑰與鑽石〉（"Darkrose and Diamond"，1999年）
- 〈尋查師〉（"The Finder"，2001年）
- 〈大地之骨〉（"The Bones in the Earth"，2001年）
- 〈高澤上〉（"On the High Marsh"，2001年）

以上五篇收錄於《地海故事集》（Tales from Earthsea，2001年）
- The Daughter of Odren（英语：The Daughter of Odren） (電子書[1]，2014年)

### 長篇小說
- 《地海巫師》（A Wizard of Earthsea，1968年）
- 《地海古墓》（The Tombs of Atuan，1971年）
- 《地海彼岸》（The Farthest Shore，1972年）
- 《地海孤雛》（Tehanu，1990年）
- 《地海奇風》（The Other Wind，2001年）

## 資料來源
1. ↑  . BuzzOrange. 2015年5月14日  [2015年11月23日]. （原始内容存档于2015年11月23日） （中文）.

## 外部連結
- Ursula K. le Guin （页面存档备份，存于） 　娥蘇拉·勒瑰恩的官方網站
- The World of Earthsea （页面存档备份，存于） 　此處有許多地海的地圖
- 超越魔法的迷思[永久] 　蔡淑芬(2004)：超越魔法的迷思：論《地海巫師》系列中的巫術、道家哲學與生態意識